# Œillade noire
L'œillade noire est un cépage noir, originaire du Languedoc rhodanien. Cette variété, souvent confondue avec le cinsault, a été pour la première fois cité au XVIIe siècle. Cépage à double fin, l'œillade peut être vinifiée - comme à Chypre actuellement - mais elle a été surtout consommée en tant que raisin de table.

## Origine
Originaire du Languedoc, l'œillade noire a souvent été confondue avec le cinsault dont elle est tout à fait distincte,.

### Histoire
La première mention de cette variété se trouve dans les paroles d'une chanson de vendanges compilée en 1544 par Bonaventure des Périers. Elles font référence à un cépage blanc de la vallée du Rhône. La première mention incontestée de l'œillade noire se trouve dans un catalogue de 1676 rédigé par le botaniste Pierre Magnol. Ses raisins ont été pendant bien longtemps consommés à table. Si en France, l'œillade est officiellement inscrit au Catalogue des variétés de vigne, elle n'est plus multipliée et elle semble aujourd'hui en voie de disparition.

### Aire de production
Ses surfaces cultivées en France se sont réduites jusqu'à la fin du XXe siècle avec 40 hectares plantés en 1988, pour descendre jusqu'à 6 hectares en l'an 2000. Au cours de la première décennie du XXIe siècle, il y a eu un regain d'intérêt pour ce cépage qui couvrait 25 hectares en 2008. Cette variété a été implantée à Chypre, où elle couvrait dans les années 2000 128 hectares.

### Description

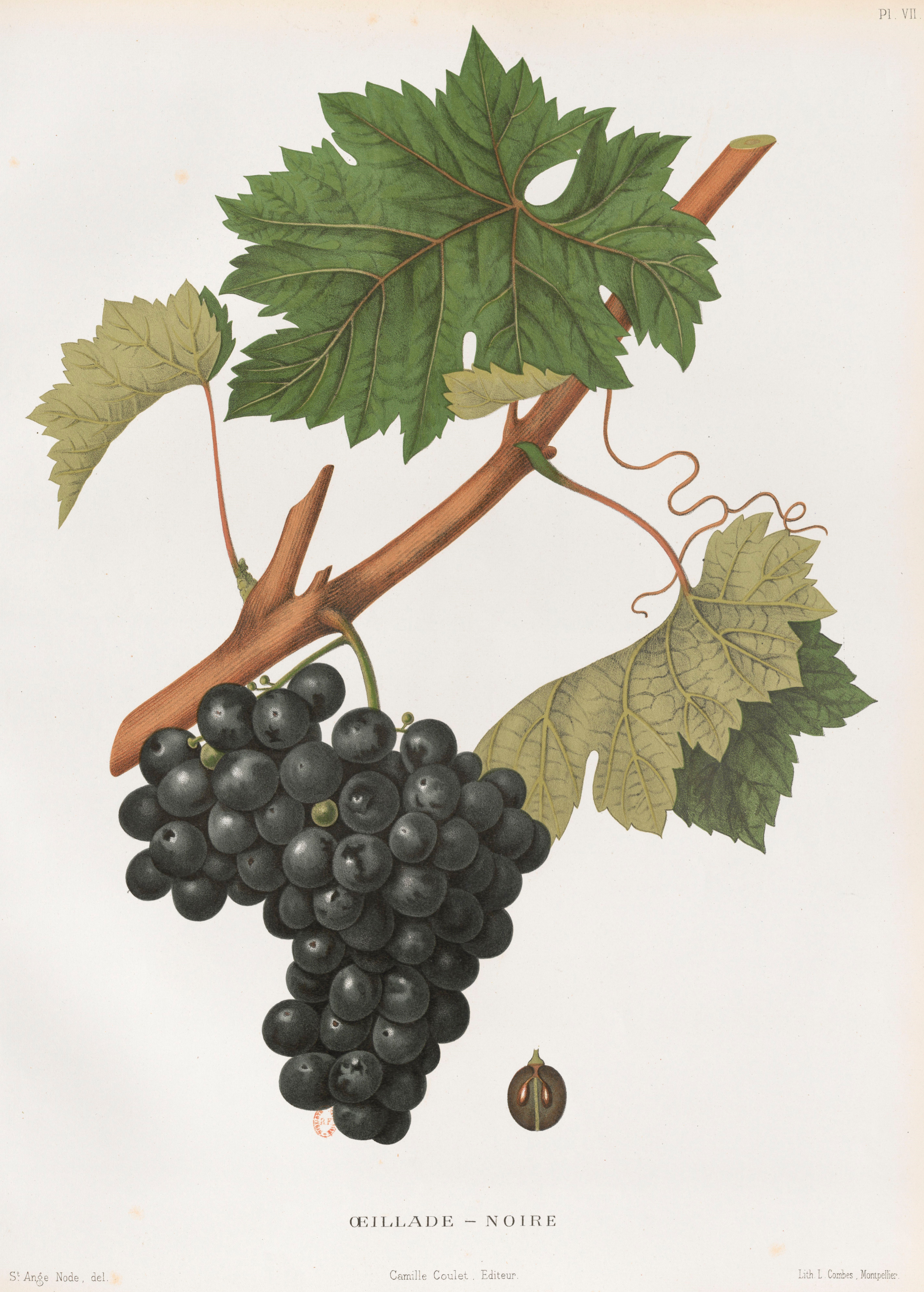
Lithographie de l'Œillade noire.

Les ampélographes l'identifient « à l’extrémité du jeune rameau qui présente une forte densité de poils couchés, aux jeunes feuilles vertes à plages bronzées, aux feuilles adultes orbiculaires ou pentagonales, à trois ou cinq lobes, avec des sinus latéraux inférieurs peu profonds, un sinus pétiolaire à lobes chevauchants et à fond en U, des dents grosses, de longueur moyenne par rapport à leur largeur à la base, à côtés rectilignes, une pigmentation des nervures faible à moyenne, un limbe finement bullé, tourmenté, parfois gaufré, et à la face inférieure, une densité moyenne ou forte des poils dressés et une densité faible à moyenne des poils couchés, aux baies qui sont de forme elliptique courte. ».

### Clones
Le seul clone agréé de ce cépage porte le numéro 1176.

### Synonymes
L'œillade noire est aussi connue sous les noms d'olhada, aragnan noir, ulhat, hulliade ou croque.

## Caractères ampélographiques
C'est une variété de vigueur moyenne, à port érigé, qui doit être conduite en taille courte. L'œillade débourre de manière tardive neuf jours après le Chasselas B. Son époque de maturité se situe, d'une façon générale, trois semaines après le Chasselas B.
À titre indicatif, « les dates des stades phénologiques du Chasselas B au Domaine de Vassal sont les suivantes : date de débourrement, le 21 mars, date de maturité, le 14 août ». Ces données sont le résultat d'une moyenne obtenue sur 50 ans de relevés.

## Aptitudes

### Culturales
Cette variété, d'une grande vigueur et d'un port retombant, est très productive, puisqu'elle peut aller jusqu'à fournir 5 kilos de raisins par cep. Les grappes sont moyennes à grosses et de compacité moyenne. Les baies sont également moyennes à grosses, avec une pellicule peu épaisse et une pulpe juteuse à saveur simple.

### Sensibilité climatique
Ce cépage préfère une bonne exposition en plein soleil, dans ces conditions, il arrive à maturité vers la deuxième quinzaine du mois d'août.

### Sensibilité aux maladies
L'œillade noire est sensible aux cicadelles, au mildiou, à l'oïdium et à la pourriture grise,.
Elle est parfois sensible à la coulure et au millerandage qui nuisent à son épanouissement et provoquent la coulure.

### Aptitudes œnologiques
Le vin de ce cépage, léger et peu coloré, est assez alcoolique et d'une couleur avoisinant celle de la cerise,.